# Šuljam
Šuljam (cyr. Шуљам) – wieś w Serbii, w Wojwodinie, w okręgu sremskim, w mieście Sremska Mitrovica. W 2011 roku liczyła 630 mieszkańców.